# Mikroregion Tangará da Serra

Mikroregion Tangará da Serra

Mikroregion Tangará da Serra – mikroregion w brazylijskim stanie Mato Grosso należący do mezoregionu Sudoeste Mato-Grossense.

## Gminy
- Barra do Bugres
- Denise
- Nova Olímpia
- Porto Estrela
- Tangará da Serra